# Macrobrachium mieni
Macrobrachium mieni is een garnalensoort uit de familie van de Palaemonidae. De wetenschappelijke naam van de soort is voor het eerst geldig gepubliceerd in 1975 door Ðang.